# Arancón
Arancón je gradić u istočnoj Španjolskoj, u pokrajini Soria (Kastilja i León). Ima 108 stanovnika (2006).